# Irving Guttman
Irving Guttman (Chatham, 27 ottobre 1928 – Vancouver, 7 dicembre 2014) è stato un regista teatrale canadese, che ha avuto un profondo impatto nel campo dell'opera all'interno del proprio paese. Descritto da The Canadian Encyclopedia come "il padre dell'opera nel Canada occidentale", ha co-fondato la Edmonton Opera, la Regina Opera Company e la Manitoba Opera; di quest'ultima è stato direttore artistico dal 1977 al 1998.

## Biografia
Guttman è stato un capace giudice di talenti ed ha contribuito a coltivare le carriere di diversi giovani cantanti canadesi, tra cui Tracy Dahl, Maureen Forrester, Judith Forst e Ben Heppner. È stato anche in grado di attirare in Canada diversi artisti acclamati per le loro prime apparizioni, attirando per la prima volta l'attenzione internazionale nel 1963, quando allestì una produzione della Norma di Vincenzo Bellini alla Vancouver Opera con Joan Sutherland e Marilyn Horne. Tra gli altri artisti di cui orchestrò il debutto canadese figuravano José Carreras, Plácido Domingo, Samuel Ramey e Beverly Sills.

## Premi e onorificenze
Laureato alla Strathcona Academy di Montréal (1941–1946) e al Royal Conservatory of Music di Toronto (1947–1952), Guttman è stato insignito dell'Honorary Doctor of Letters dall'Università di Winnipeg (1995) e dall'Università della Columbia Britannica (2009) ). I suoi altri premi e riconoscimenti includono la Canadian Centennial Medal (1967), la nomina a membro dell'Ordine del Canada (1988), il 125º anniversario della Confederation of Canada Medal (1992), il "Rubie" Opera Builder Award di Canadian Opera Company (2001), la Medaglia del giubileo d'oro di Elisabetta II (2002) e la nomina a membro dell'Ordine della Columbia Britannica (2002). È stato anche inserito nella Edmonton Cultural Hall of Fame (1988) nella Vancouver Hall of Fame (1994), nella BC Entertainment Hall of Fame (1994) e nella Canadian Opera Hall of Fame (1995).